# Nico Messina
Nicola Messina, detto Nico (Potenza, 16 marzo 1922 – Genova, 2 marzo 2005), è stato un allenatore di pallacanestro italiano.
I suoi successi come allenatore sono circoscritti alla prima parte della sua carriera, legata all'Ignis Varese: con Dino Meneghin e Aldo Ossola fu tra i fautori del ritorno alle vittorie della squadra lombarda.

## Carriera
Dal 1956 al 1960 allena il Derthona Basket (squadra cittadina di Tortona, provincia di Alessandria) ora Bertram Derthona che milita nel campionato di serie A1.
Professore di educazione fisica, ex-ufficiale dei paracadutisti, sviluppò tra i primi in Italia l'importanza della preparazione atletica oltre che quella tecnica. Venne chiamato a Varese nel 1962 da Vittorio Tracuzzi come suo collaboratore. Tra gli anni 1960 e i primi anni 1970 fu allenatore della Pallacanestro Varese, prima a livello giovanile, poi dal 1968 la prima squadra, di cui era preparatore atletico, attività che svolgeva contemporaneamente nel Varese calcistico. Con la Ignis vinse due scudetti e due Coppe Italia.
Successivamente ha girovagato per l'Italia, tornando alla vittoria solo nel 1977-78, al suo rientro a Varese. Ha allenato anche Virtus Bologna, Napoli, Firenze, Rieti, Brindisi e nuovamente Rieti.
Nel 2018 a Potenza è stato istituito un premio in suo onore: il "Premio Nazionale Nico Messina" ed ogni anno lo ricevono nomi illustri della pallacanestro italiana ed internazionale. Nel 2018 premiato Bogdan Tanjevic, nel 2019 Carlo Recalcati, nel 2021 Valerio Bianchini. nel 2022 Sandro Gamba, nel 2023 Ettore Messina, 2025 Dan Peterson.

## Palmarès
- Campionato italiano: 2

Pall. Varese: 1968-1969, 1977-1978
- Coppa Italia: 2

Pall. Varese: 1968-1969, 1969-1970